# 杨伟坤
杨伟坤（1974年8月—），河北望都人，汉族，中华人民共和国政治人物，中国农工民主党党员，第十三届全国人民代表大会河北地区代表。
2018年2月24日，当选为第十三届全国人大代表。